# Сен-Вран
Сен-Вран (фр. Saint-Vran, брет. Sant-Vran, галло Saent-Veran) — коммуна во Франции, находится в регионе Бретань. Департамент — Кот-д’Армор. Входит в состав кантона Брон. Округ коммуны — Сен-Бриё.
Код INSEE коммуны — 22333.

## География
Коммуна расположена приблизительно в 360 км к западу от Парижа, в 60 км западнее Ренна, в 39 км к юго-востоку от Сен-Бриё.

## Население
Население коммуны на 2016 год составляло 758 человек.
| 1962 | 1968 | 1975 | 1982 | 1990 | 1999 | 2008 | 2016 |
| ---- | ---- | ---- | ---- | ---- | ---- | ---- | ---- |
| 843  | 876  | 819  | 765  | 672  | 688  | 721  | 758  |

## Экономика

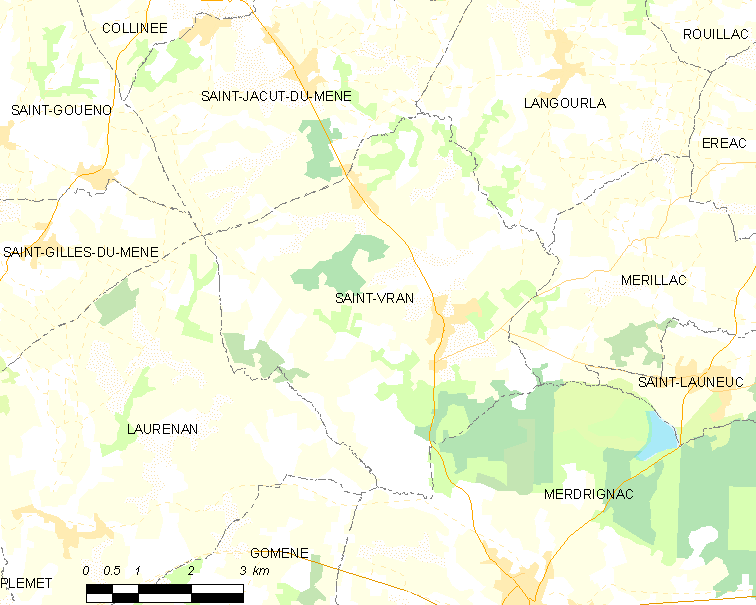
Карта коммуны

В 2007 году среди 398 человек в трудоспособном возрасте (15—64 лет) 299 были экономически активными, 99 — неактивными (показатель активности — 75,1 %, в 1999 году было 71,2 %). Из 299 активных работали 283 человека (158 мужчин и 125 женщин), безработных было 16 (4 мужчины и 12 женщин). Среди 99 неактивных 25 человек были учениками или студентами, 49 — пенсионерами, 25 были неактивными по другим причинам.